# Chiesa di San Lazzaro (Villa Lagarina)
La chiesa di San Lazzaro è la parrocchiale di Pedersano, frazione di Villa Lagarina in Trentino. Fa parte della zona pastorale della Vallagarina dell'arcidiocesi di Trento e risale all'XI secolo.

## Storia

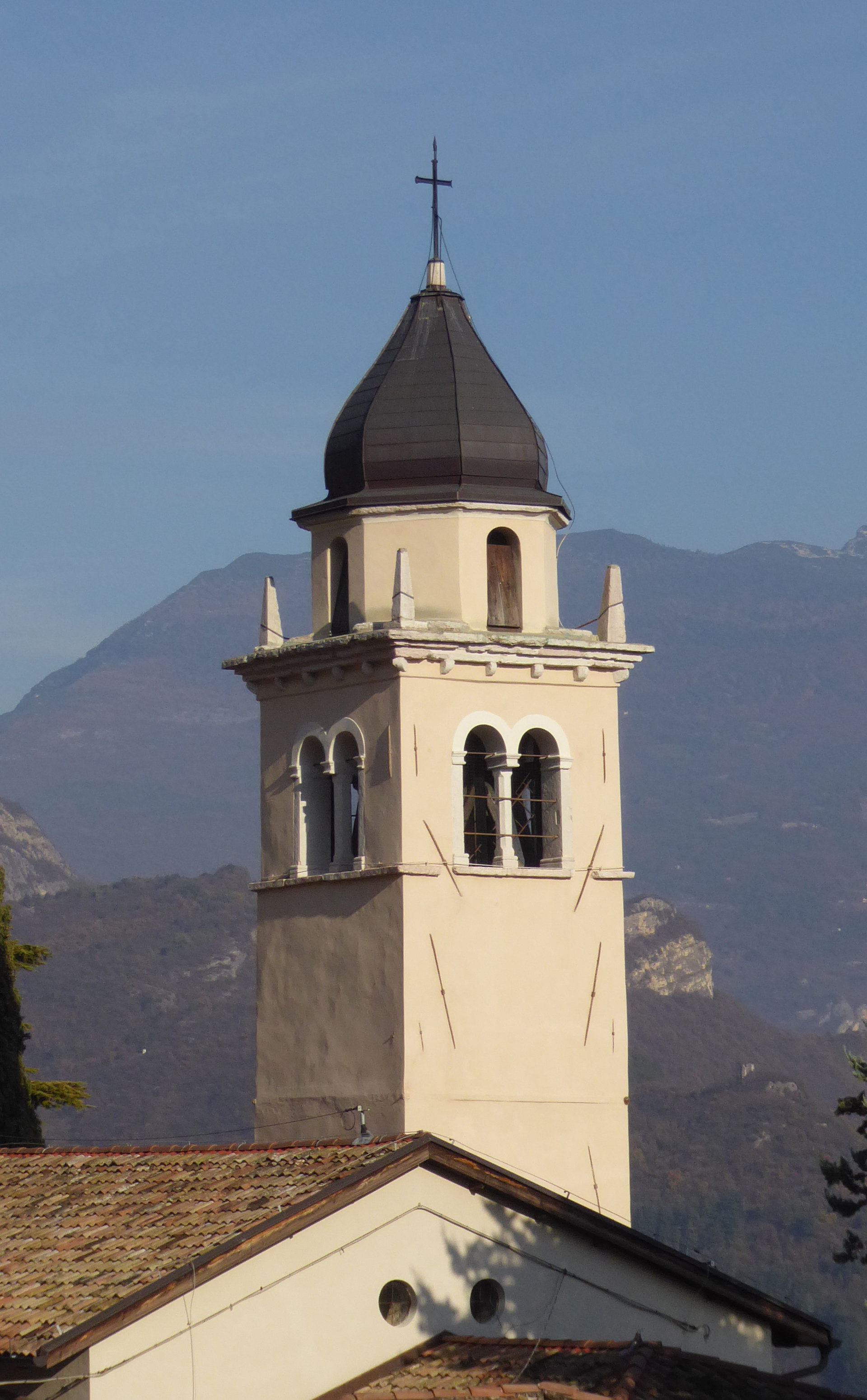
Campanile

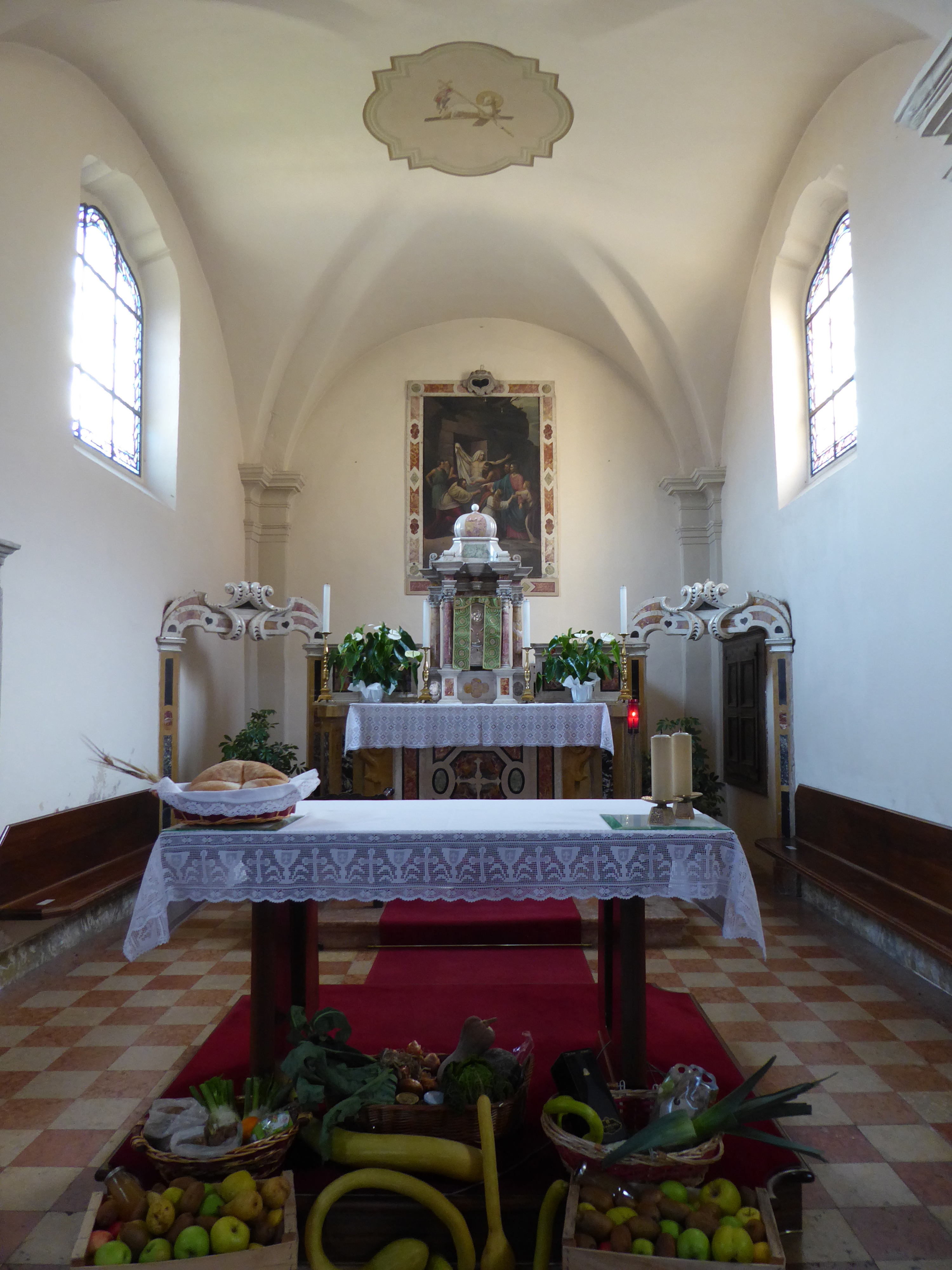
Presbiterio

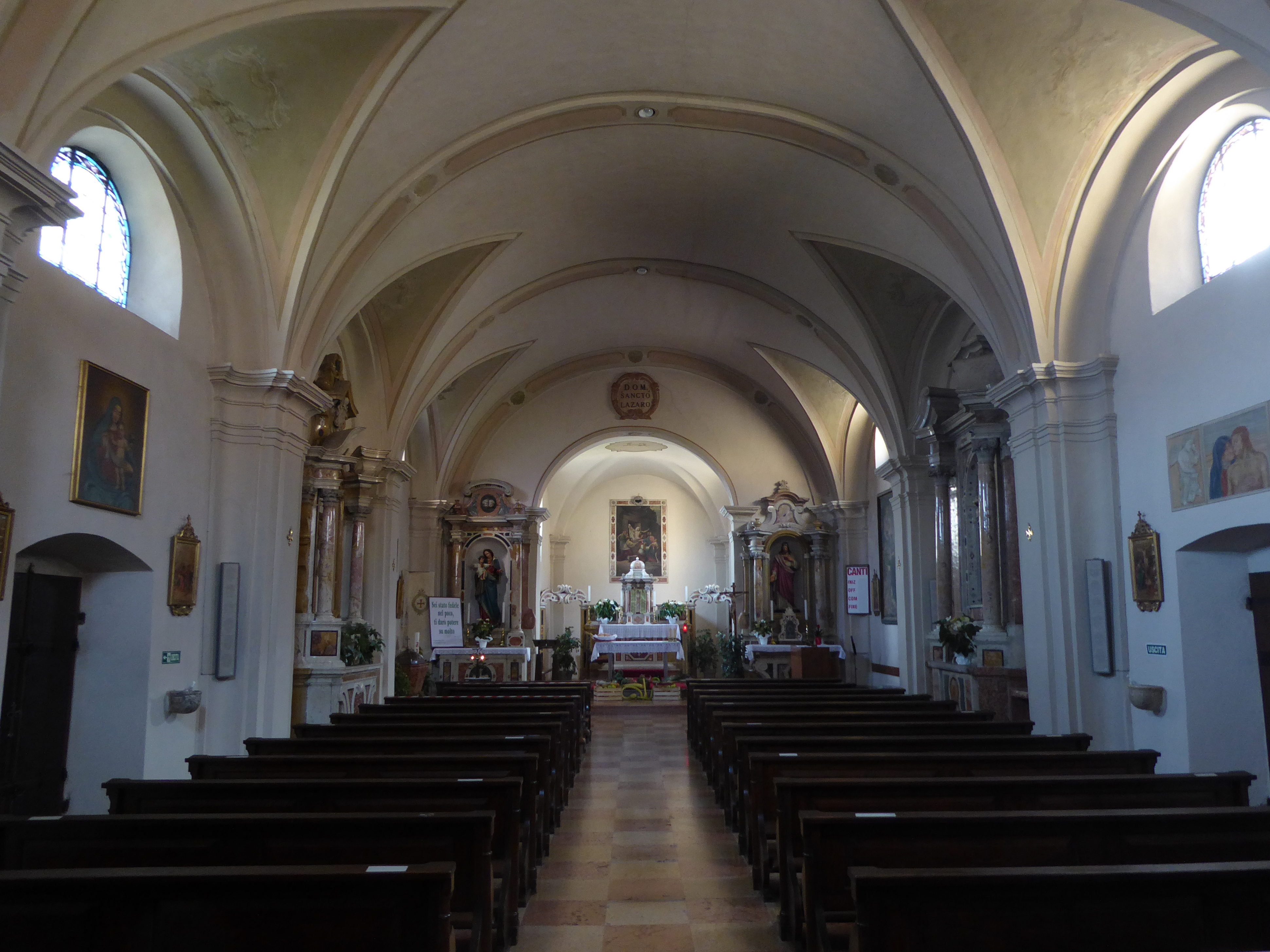
Interno

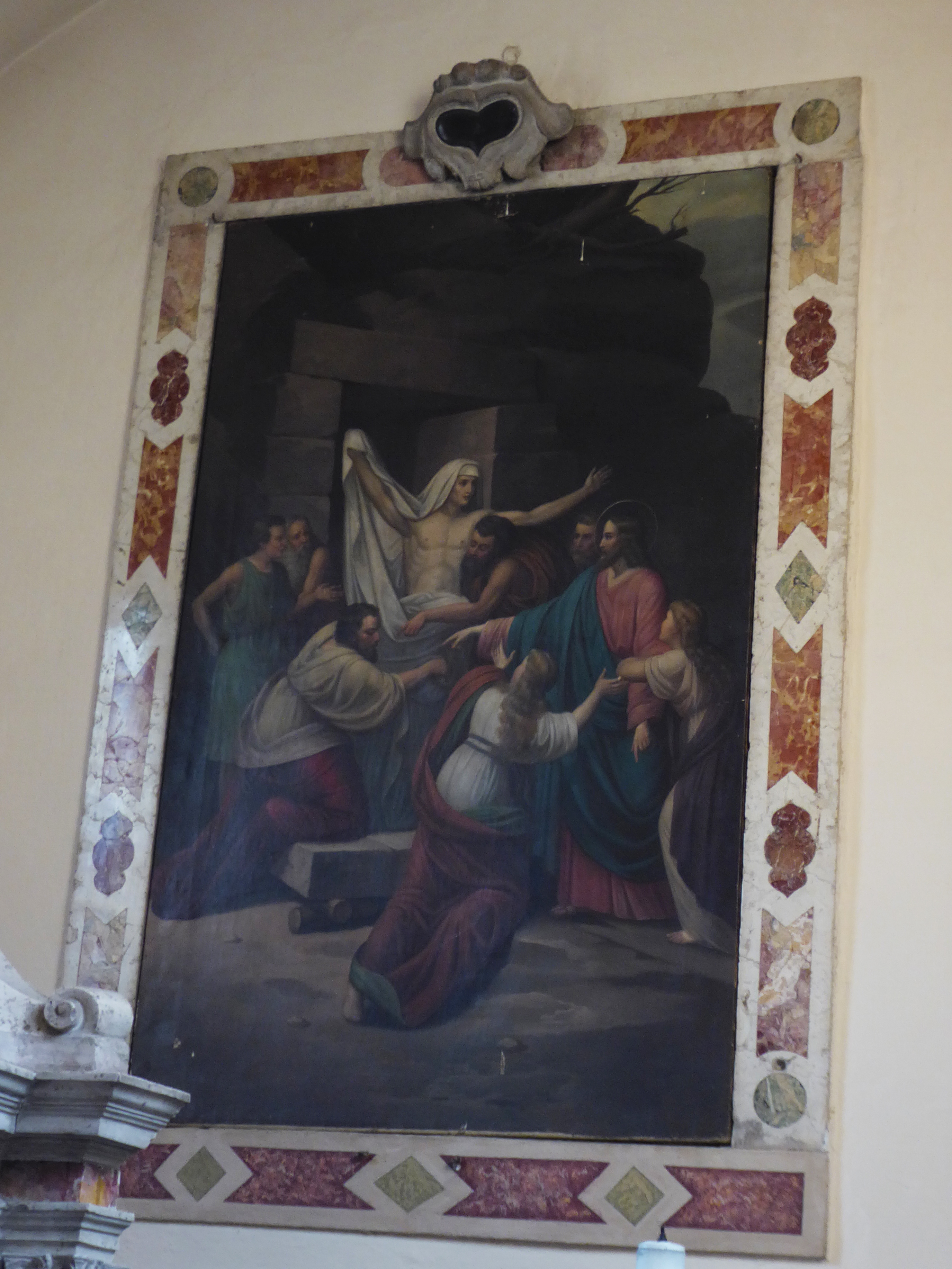
Dipinto raffigurante la Resurrezione di Lazzaro

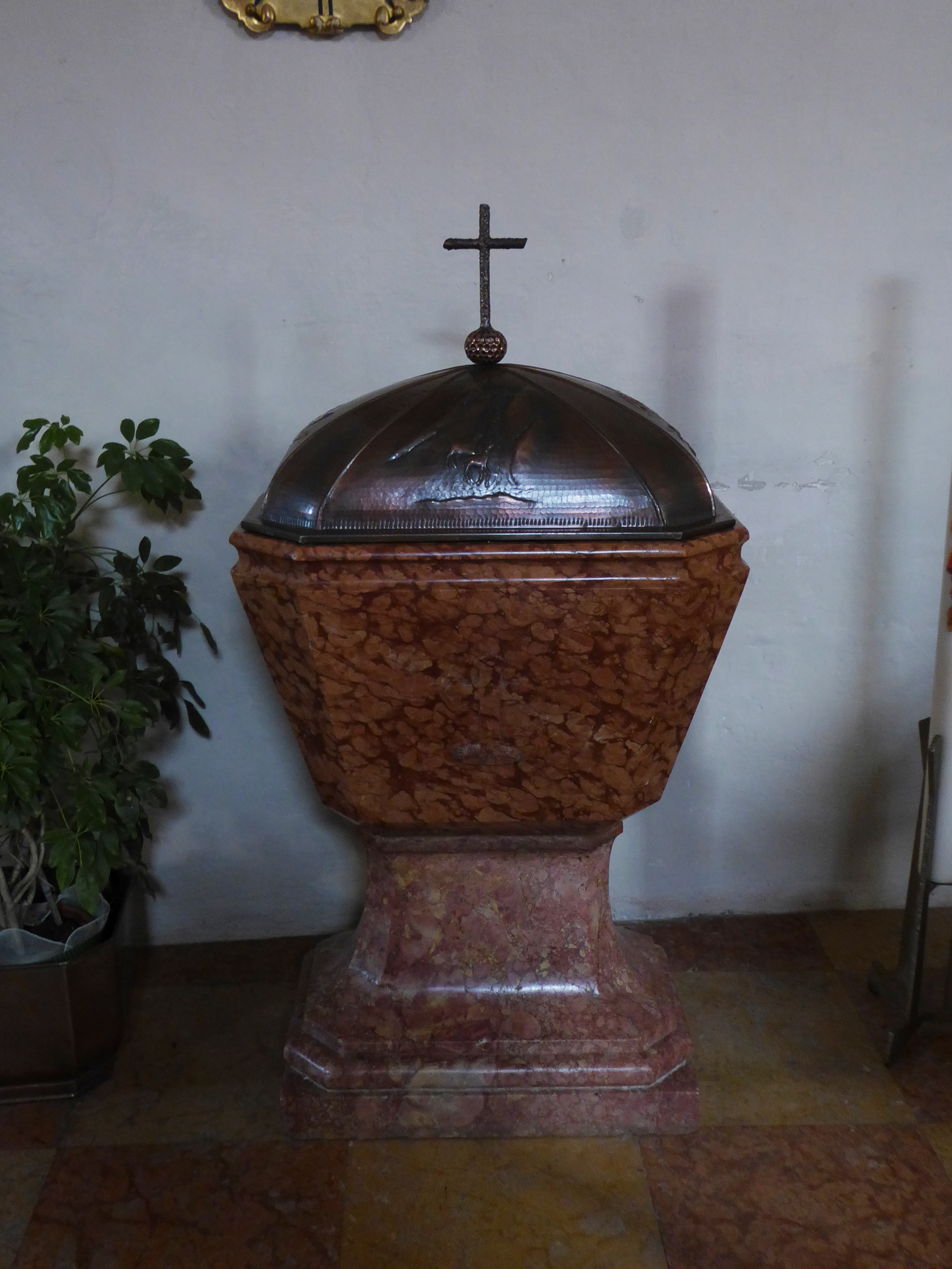
Fonte battesimale del XIX secolo

L'edificio religioso originario venne costruito probabilmente nell'XI secolo sul lato sud del paese, in posizione isolata. A partire dal XV secolo gli interni vennero decorati con affreschi in seguito imbiancati e in parte recuperati solo recentemente. Venne citato per la prima volta nel 1537 in occasione della visita pastorale di Bernardo Clesio. Dai documenti risulta che la chiesa, al momento, aveva un altare maggiore dedicato a San Lazzaro e due altari laterali dedicati a Santa Maria Maddalena e San Lorenzo. Verso la fine del XVI secolo venne edificata la torre campanaria. Dopo la metà del XVII secolo gli affreschi quattrocenteschi vennero coperti, secondo quanto disposto da una visita pastorale del 1651, e l'intero edificio fu oggetto di una ricostruzione importante che portò ad un suo ampliamento con conseguente modifica dell'orientamento.
Ottenne dignità curiaziale nel 1709 e subito dopo la chiesa venne ulteriormente ampliata. La consacrazione solenne fu celebrata nel 1729. Circa trent'anni dopo vi furono altri lavori che ampliarono ancora la sala dell'edificio. La sagrestia venne a sua volta ingrandita nel 1839 e pochi anni dopo la chiesa ottenne il fonte battesimale. Nella parte finale del secolo, oltre ad altri interventi, venne arricchita di decorazioni nella volta della navata. Nel secondo decennio del XX secolo venne dipinta l'immagine raffigurante San Lazzaro sotto il frontone, sulla facciata. In epoca successiva questa venne perduta perché coperta da un altorilievo policromo che ci è pervenuto. Ottenne dignità di chiesa parrocchiale dal 1919.
In seguito venne ancora arricchita di decorazioni, in particolare nella parte presbiteriale, e negli anni ottanta un restauro conservativo venne realizzato per consolidarne la struttura e migliorarne la resistenza alle infiltrazioni di umidità. Gli ultimi interventi del 2013-2014 si sono interessati della costruzione di una parete di contenimento del basamento dell'edificio e delle intonacature esterne. Inoltre è stata rifatta la copertura sia della chiesa sia della sacrestia.

## Descrizione

### Esterni
La chiesa si trova su una parte terrazzata del territorio, in posizione leggermente più bassa rispetto all'abitato di Pedersano. La facciata in stile tardobarocco è suddivisa verticalmente da paraste e nella parte centrale ospita il portale architravato sormontato in asse dalla finestra a conclusione curvilinea che porta luce alla sala. La torre campanaria si trova sulla sinistra della struttura e la sua cella si apre con quattro finestre a bifora ed è sormontata dal tamburo ottagonale concluso dalla copertura a cipolla.

### Interni
La navata interna è unica con volta a botte e suddivisa in quattro campate. Il presbiterio è leggermente rialzato. L'aula ospita un interessante altare maggiore barocco in marmo. Sul portale laterale è dipinta la Pietà, opera di Emanuele Baroni.